# Ramiro III de León
Ramiro III de León (961-Destriana, 26 de junio de 985) fue rey de León entre 966 y 985. Ascendió al trono tras el asesinato de su padre, Sancho I, evento que propició una regencia ejercida por su tía, la infanta Elvira Ramírez, y su madre, la reina Teresa Ansúrez. Durante su reinado, se ratificó la paz con el califa al-Hakam II y se encomendó a san Rosendo la defensa del territorio gallego, quien logró repeler una incursión vikinga en 968. El año 974 destaca por la Nodicia de kesos, un documento que podría constituir un vestigio temprano de la diferenciación de las lenguas romances peninsulares respecto al latín. En 975, la retirada leonesa del asedio a San Esteban de Gormaz ante la llegada de refuerzos musulmanes generó una crisis política que motivó el cese de la regencia de Elvira. Tras la muerte del califa al-Hakam II en 976 y el ascenso de Hisham II, la figura de Almanzor cobró relevancia, liderando incursiones en territorio leonés a finales del siglo X. La creciente oposición de la nobleza gallega y portuguesa al reinado de Ramiro culminó en la proclamación de Bermudo II como rey en 981, dividiendo el reino. Tras un enfrentamiento indeciso en 983, la muerte de Ramiro en 985 reunificó el reino bajo el mandato de Bermudo.

## Regencia y primeros años
Después del asesinato de su padre Sancho I de León por parte de cierta nobleza gallega —entre el 15 de noviembre de 966, la data de su último diploma, y el primero expedido por Ramiro III en Sahagún el 19 de diciembre del mismo año—, la regencia del reino quedó en manos de dos mujeres: su tía la infanta y monja Elvira Ramírez que hizo las veces de reina durante la minoría de edad del monarca, y su madre la reina Teresa Ansúrez, que después de enviudar profesó en el monasterio de San Pelayo de Oviedo donde llegó a ser abadesa.
Como rey, ratificó el tratado de paz con el califa al-Hakam II y nombró lugarteniente suyo a San Rosendo, que derrotó a los vikingos que desembarcaron en Galicia en 968.
En el año 974, el monarca visitó el monasterio de los santos Justo y Pastor, en el pueblo de La Rozuela y entonces se gastaron cuatro quesos. El documento que acredita dicha anécdota, la Nodicia de kesos, se considera posiblemente como el primer texto en una lengua romance claramente diferenciado del latín vulgar en la península, si bien al no tener una sintaxis con suficiente cuerpo, no se considera que sustituya a las algo posteriores glosas emilianenses como primer texto en lengua romance conocido en España.

## Conflictos políticos y militares
En 975 tuvo que levantarse el asedio al castillo de San Esteban de Gormaz ante la llegada de refuerzos sarracenos. La grave derrota que supuso la retirada de las tropas leonesas, castellanas y navarras provocó una crisis política en León que llevó a la infanta Elvira a abandonar la regencia y dejarla en manos de la madre del rey.
En 976 murió al-Hákam II dejando como heredero del califato a Hisham II de tan sólo once años. De la mano del nuevo califa, llegó Almanzor, nombrado visir a los pocos días de la investidura de Hisham. Entre finales de la década de 970 y principios de la de 980, Almanzor lanzó la primera aceifa por tierras del reino de León. Zamora, Rueda, Atienza, Sepúlveda entre otras cayeron en manos del caudillo musulmán. 
La desafección de los nobles gallegos y portugueses hacia el rey de León, ya manifestada en tiempos de Sancho I, padre de Ramiro III, no menguó con la mayoría de edad de este. Un carácter difícil y las continuas derrotas sufridas de manos de los musulmanes no hicieron más que aumentar el desafecto.

## Rebelión y división del reino
Finalmente, estos nobles, liderados por el conde Gonzalo Menéndez se rebelaron contra Ramiro III y proclamaron nuevo rey a Bermudo Ordóñez en el año 981. Bermudo era hijo de Ordoño III de León y, por tanto, primo de Ramiro III. Entre la primavera y el verano de 982, los partidarios de Bermudo ya se habían hecho con el control de Galicia y el 15 de octubre (o el 13 de noviembre) era coronado en Santiago de Compostela. El reino de León quedó dividido en dos: el territorio leonés propiamente dicho y Castilla se mantuvieron fieles a Ramiro III, mientras que Galicia y Portugal se pusieron del lado de Bermudo.
A principios de 983 el ejército de Ramiro III se enfrentó al de Bermudo en Portilla o Portela de Arenas, cerca de Antas de Ulla, en tierras gallegas. El resultado fue incierto. Bermudo permaneció en Galicia y Ramiro III volvió a León, centrándose en defender el reino de los ataques musulmanes. Como muy tarde en la primavera de 984, las tierras del Cea y del condado de Saldaña reconocen a Bermudo como su rey. Aunque según el medievalista Justo Pérez de Urbel, García Fernández, conde de Castilla, se pasó al bando de Bermudo, el también medievalista Gonzalo Martínez Díez sostiene que Pérez de Urbel se basa en un documento apócrifo y que el conde castellano se mantuvo siempre fiel al rey Ramiro. La guerra entre ambos pretendientes no terminaría hasta que la muerte de Ramiro III en 985 dejara a Bermudo II como único soberano sobre todo el reino de León.

## Muerte y sepultura
Falleció en Destriana, a unos 15 kilómetros sur de Astorga, el 26 de junio de 985 y recibió sepultura en el monasterio de San Miguel en la misma localidad. Dos siglos más tarde, el rey Fernando II de León ordenó trasladar el cadáver de Ramiro III desde la iglesia de San Miguel de Destriana hasta la catedral de Astorga. En el siglo XVI se había perdido el rastro de su tumba, a pesar de que sospechaban que bien pudiera ser una de las dos que había en la capilla mayor y que se creía que contenían los restos de dos infantes.
Durante el reinado de Alfonso V de León, los restos mortales del rey Ramiro III fueron trasladados a la iglesia de San Juan Bautista de León, que después pasó a llamarse basílica de San Isidoro de León, y fueron colocados en un rincón de una de las capillas del lado del Evangelio, donde también yacían los restos de otros reyes, como Alfonso IV de León, y no en el panteón de reyes de San Isidoro de León.

## Matrimonio
Contrajo matrimonio antes del 18 de octubre de 980, cuando aparece por primera vez en un documento fechado regnante rege Ranemiro una cum uxore sua Sanctia regina, con Sancha Gómez, hija de Gómez Díaz, conde de Saldaña, y de su esposa Muniadona Fernández, hija del conde de Castilla Fernán González, naciendo un hijo de este matrimonio:
- Ordoño Ramírez el Ciego, esposo de Cristina Bermúdez, hija de Bermudo II de León y la reina Velasquita Ramírez, matrimonio que da origen al más importante linaje de Asturias del siglo XI.

| Predecesor: Sancho I | Rey de León (en guerra con Bermudo II desde 981) 966-985 | Sucesor: Bermudo II |